# Щербинин, Александр Андреевич
Александр Андреевич Щербинин (1791—1876) — русский писатель, переводчик с русского языка. Действительный статский советник.

## Биография
Родился в 1791 году. Рано поступив на военную службу, он вскоре обратил на себя внимание и был зачислен по Генеральному штабу. В 1812 и 1814 годах состоял адъютантом при генерале К. Ф. Толе и оставил записки о походной жизни и военных действиях этого времени. Вернувшись в Россию из заграничного похода, вышел из военной службы и поступил на службу в придворное ведомство.
Был произведён в действительные статские советники и пожалован в гофмаршалы Двора Его Императорского Величества. 
Особенный интерес он проявлял к военной литературе. Зная в совершенстве французский и немецкий языки, многие из сочинений по военной истории он переводил с русского на эти языки; в их числе — сочинение генерала Богдановича «Война 1813 г. за независимость Германии», которое он перевёл на немецкий язык и в небольшом числе экземпляров издал на свои средства. 
Оставив службу в 1850-х годах, он жил преимущественно в своем имении, селе Бабаевке, недалеко от Харькова, где и скончался 18 (30) ноября 1876 года.